# أولاد بوبكر (القنادرة)
أولاد بوبكر هو دُوَّار يقع بجماعة جابرية، إقليم سيدي بنور، جهة الدار البيضاء سطات في المملكة المغربية. ينتمي الدوّار لمشيخة القنادرة التي تضم 11 دوار. يقدر عدد سكانه بـ 933 نسمة حسب الإحصاء الرسمي للسكان والسكنى لسنة 2004.

## روابط خارجية
- البوابة الوطنية للجماعات الترابية
- المندوبية السامية للتخطيط